# Kristin Meyer
Pour les articles homonymes, voir Meyer.
Kristin Meyer, née le 27 juin 1974 à Dortmund, en Rhénanie-du-Nord-Westphalie, est une actrice allemande.
Elle suit une formation d'actrice et de chanteuse à l'École supérieure de musique et de théâtre Felix Mendelssohn Bartholdy de Leipzig. De 2001 à 2005, elle est engagée dans divers théâtres en Allemagne, où elle joue principalement des rôles classiques tels qu'Elizabeth dans Richard III.
De 2007 à 2010, elle tient le rôle d'Iris Cöster dans la série Au rythme de la vie. Dans la série télévisée Ein Fall für Nadja, elle joue le rôle de Romy.
Elle est mariée au réalisateur, acteur et doubleur Patrick Winczewski.

## Filmographie
- 2000 : Polizeiruf 110 - Blutiges Eis (série télévisée)
- 2000 : Tatort Quartet à Leipzig (série TV)
- 2000 : En toute amitié (série télévisée)
- 2001: Wolff, police criminelle (série télévisée)
- 2006 : Der Gast (court métrage)
- 2007 : Ein Fall für Nadja (série télévisée)
- 2007 : Küstenwache (série télévisée)
- 2007-2010 : Au rythme de la vie (série télévisée)
- 2008 : SOKO Wismar (série télévisée)
- 2008 : Hallo Robbie! (Séries télévisées)
- 2010 : Sacré Charlie (série télévisée)
- 2011 : Soko brigade des stups (série télévisée)
- 2011 : Brigade du crime (série télévisée)
- 2012 : Schloss Einstein (série télévisée)
- 2012 : Anna und die Liebe (série télévisée)
- 2012 : Nur wer die Sehnsucht kennt (court métrage)
- 2012 : Berlin section criminelle (série télévisée)
- 2014 : Tatort Winternebel
- depuis 2014 : Ein Fall von Liebe (série TV)
- 2016 : Ein Hologramm für den König
- 2016-2017 : Unter Uns (série télévisée)
- 2019 : Tierärztin Dr. Mertens (série télévisée)
- 2019 : Bettys Diagnose (série télévisée) - Suivez tout pour l'amour